# 13567 Urabe
13567 Urabe è un asteroide della fascia principale. Scoperto nel 1992, presenta un'orbita caratterizzata da un semiasse maggiore pari a 3,0318634 UA e da un'eccentricità di 0,0976979, inclinata di 11,07735° rispetto all'eclittica.